# Bajka o Piosence i nutkach
Bajka o Piosence i Nutkach – edukacyjna książka dla dzieci opracowana przez Lidię Bajkowską, która uczy podstawowych zasad języka muzycznego, w tym czytania i rozumienia nut, gry na pianinie oraz kompozycji własnych, prostych utworów, których ramy określa jedna gama (nr ISBN 83-01-11078-3). Od strony metodycznej została napisana w oparciu o filozofię Pedagogiki Zabawy (której autorem był Janusz Korczak) oraz personifikację wszystkich elementów języka muzycznego – w tym zapisu nutowego. Książka ta zawiera rozwijaną od 1980 r. metodę Lidii Bajkowskiej, będącą metodą edukacyjną dla dzieci w zakresie rozumienia zapisu nutowego i gry na pianinie lub innych instrumentach muzycznych, stanowiąc jednocześnie uzupełnienie pozostałych metod edukacji muzycznej.
Bajka o Piosence i Nutkach jest pierwszą w Polsce książką, która w roku 1995 została wpisany na prestiżową listę publikacji UNICEF, który od drugiego jej wydania sygnował ją swoim znakiem graficznym i wpisem Muzyka jest najpiękniejszym językiem świata wspólnym wszystkim ludziom. W tym samym roku książka wpisana została również na listę podręczników Ministerstwa Edukacji Narodowej – numer w zestawie 8/92. Tytuł ten został również wpisany na oficjalną listę Instytutu Książki. Autorka otrzymała za tę publikację i zawartą w niej metodę edukacyjną liczne nagrody i wyróżnienia, m.in. Nagrodę Ministra Kultury i Sztuki.
W latach 1992–1996 łączny nakład książki wyniósł 600 tys. egzemplarzy w Polsce, co do dziś czyni ją jednym z największych polskich bestsellerów na całym rynku wydawniczym po 1989 r. oraz największą polską książką dla dzieci.
Na przełomie 2017 i 2018 r. książka została wznowiona w swój 25 jubileusz przy udziale środków Ministra Kultury i Dziedzictwa Narodowego.